# Lucy (australopithèque)
Pour les articles homonymes, voir Lucy.
Cette page contient des caractères éthiopiques. En cas de problème, consultez Aide:Unicode ou testez votre navigateur.
Lucy est le surnom d'un spécimen fossile de l'espèce éteinte Australopithecus afarensis, dont le nom de catalogue est AL 288-1. Ce spécimen appartenant à la lignée humaine a été découvert en 1974 sur le site de Hadar, en Éthiopie, par une équipe de recherche internationale. Il date de 3,18 millions d'années.
Lucy constitue le premier fossile relativement complet (conservé à 40 %, avec 52 fragments osseux) qui ait été découvert pour une période aussi ancienne, et a révolutionné notre perception des origines humaines, en démontrant que l’acquisition de la bipédie datait d'au moins 3,2 millions d’années, et avait largement précédé le processus d'accroissement du volume endocrânien.

## Historique

### La Mission internationale de l'Afar
La Mission internationale de l'Afar, également connue sous son nom anglais International Afar Research Expedition (IARE) est une mission franco-américaine créée en 1972, co-dirigée par deux Américains et deux Français : les paléoanthropologues Yves Coppens et Donald Johanson et les géologues Maurice Taieb et Jon Kalb.
Cinq campagnes de terrain ont été menées en 1972, 1973, 1974, 1975 et 1976-1977. Les missions successives ont globalement compté une trentaine de chercheurs américains, français et éthiopiens.

### Découverte
Lucy a été découverte au cours de la campagne IARE 1974, le 24 novembre 1974 à Hadar, sur les bords de la rivière Awash. Côté français, l'équipe comptait notamment Claude Guillemot (artiste et paléontologue) et Raymonde Bonnefille (paléopalynologue). Le premier fragment du fossile a été repéré par Donald Johanson et Tom Gray, l'un de ses étudiants,, sur le versant d'une petite colline de la localité A. L. 288.
Lucy a été décrite une première fois en 1976 mais son attribution à une nouvelle espèce appelée Australopithecus afarensis n'a été proposée qu'en 1978 après que Donald Johanson eut récupéré la mandibule d'un fossile découvert à Laetoli, en Tanzanie, à 1 500 km, jugée assez compatible pour lui être rattachée,. En 1992, la reconstitution du visage de Lucy est confirmée par la découverte d'un crâne de mâle adulte. En 2006, c'est le squelette d'un enfant de 3 ans découvert en 1999 à quatre kilomètres du site de Lucy, surnommé « bébé de Lucy » par la presse scientifique quoiqu'il soit cent mille ans plus vieux, qui confirme la coexistence des caractères simiens et humains. 
Répertorié sous le nom de code AL 288-1, ce fossile a été surnommé Lucy parce que les chercheurs écoutaient la chanson des Beatles Lucy in the Sky with Diamonds le soir sous la tente, en répertoriant les ossements qu'ils avaient découverts. En Éthiopie, il est appelé Dinqnesh (en amharique : ድንቅ ነሽ, dənəqə näšə), ce qui signifie « tu es merveilleuse », ou Heelomali (en afar), ce qui signifie « elle est spéciale ».

## Principales caractéristiques
La découverte de Lucy fut très importante pour l’étude des Australopithèques : il s’agit du premier fossile relativement complet qui ait été découvert pour une période aussi ancienne. Lucy compte en effet les fragments de 52 ossements (sur les 206 que compte un squelette complet) dont une mandibule, des éléments du crâne, mais surtout des éléments post-crâniens dont une partie du bassin et du fémur, un fragment de tibia et de fibula, ainsi que des phalanges et des fragments d'os du carpe.
Ces derniers éléments se sont révélés extrêmement importants pour reconstituer la locomotion de l’espèce Australopithecus afarensis. Si Lucy était incontestablement apte à la bipédie, comme l’indiquent son port de tête, la courbure de sa colonne vertébrale, la forme de son bassin et de son fémur, elle devait être encore partiellement arboricole : pour preuve, ses membres supérieurs étaient proportionnellement un peu plus longs que chez le genre Homo, ses phalanges étaient plates et courbées et l’articulation de son genou offrait une grande amplitude de rotation. Sa bipédie n’est donc pas exclusive et sa structure corporelle a été qualifiée de « bilocomotrice » puisqu’elle allie deux types de locomotion : une forme de bipédie et une aptitude à grimper. Cette hypothèse d'aptitudes arboricoles est soutenue par une analyse de la structure des os de ses bras, montrant une robustesse similaire aux chimpanzés, connus pour de telles capacités.
Elle présente une anatomie en mosaïque, avec un cerveau à peine plus gros que celui d'un chimpanzé mais un bassin nettement plus court et évasé, et l'inclinaison de son fémur par rapport au plan perpendiculaire à celui du genou comparable à celle que l'on observe chez Homo sapiens.
L'équipe de paléontologues qui a découvert Lucy a estimé que c'était un sujet féminin du fait de sa petite stature et de son type gracile. Cependant, depuis 1996, certains chercheurs estiment que Lucy serait un mâle d’après l’analyse de l’os pelvien, bien que son bassin soit plutôt en forme de bol, indiquant un sujet féminin. Les scientifiques proposent de la rebaptiser Lucien tandis que certains paléoanthropologues préfèrent la nommer par son nom de code scientifique, AL 288-1,. Elle était adulte d'après l'analyse de ses os et devait mesurer 1,10 m, et peser au maximum 30 kg.
Lucy est morte à environ 25 ans, et le fait que ses ossements n’aient pas été dispersés par un charognard indique un enfouissement rapide, peut-être à la suite d’une crue. Certains chercheurs pensent quelle était atteinte d'une maladie dégénérative à la suite de la présence de proliférations osseuses en avant de certains corps vertébraux. D'après une étude de 2016, l'étude des fractures de ses os, notamment au niveau de l'humérus, conduit à penser que Lucy aurait fait une chute mortelle d'une hauteur de 12 mètres à au moins 56 km/h,. Cette hypothèse est mise en doute par d'autres chercheurs, pour qui ces fractures seraient d'origine post mortem.
|                                                       |
| Reconstruction au Cleveland Museum of Natural History |

|                                                                        |
| Cette reconstitution (Frankfurt am Main) montre que Lucy était bipède. |

|                                                                                     |
| Modèle interactif 3D de la reconstruction du Muséum d'histoire naturelle de Genève. |

|                                                                            |
| Panoramique de la reconstruction du Muséum d'histoire naturelle de Genève. |

## Position phylogénétique

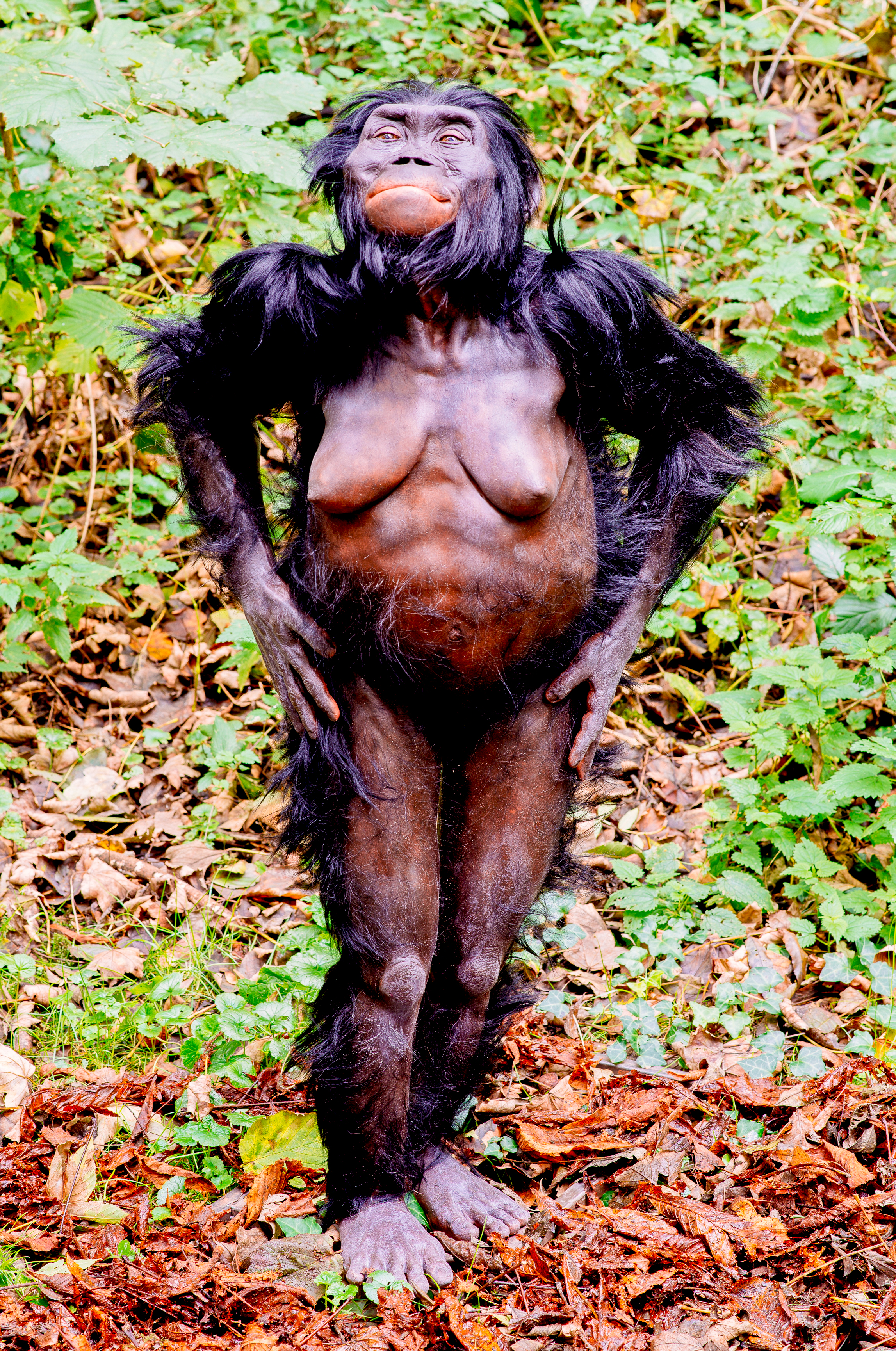
Reconstitution vivante au Musée de Néandertal (Erkrath, Mettmann) d'un Australopithecus afarensis (appelé « Lucy »), trouvé à Hadar, en Éthiopie.

Découverte dans des terrains datés de 3,18 millions d'années, Lucy a longtemps été considérée comme la représentante d’une espèce à l’origine de la lignée humaine. Aujourd'hui, la majorité des chercheurs, y compris son codécouvreur Yves Coppens, estiment que Lucy est plus probablement la représentante d'une branche collatérale.
Phylogénie des genres actuels et fossiles d'Homininés :
|  | † Australopithecus (Little Foot, Lucy, etc.)                                       |
|  |                                                                                    |
|  | \| \| † Paranthropus (Crâne noir) \| \| \| \| \| \| Homo (les Humains) \| \| \| \| |
|  |                                                                                    |
|  | † Paranthropus (Crâne noir)                                                        |
|  |                                                                                    |
|  | Homo (les Humains)                                                                 |
|  |                                                                                    |

|  | † Paranthropus (Crâne noir) |
|  |                             |
|  | Homo (les Humains)          |
|  |                             |

|  | † Australopithecus (Little Foot, Lucy, etc.)                                       |
|  |                                                                                    |
|  | \| \| † Paranthropus (Crâne noir) \| \| \| \| \| \| Homo (les Humains) \| \| \| \| |
|  |                                                                                    |
|  | † Paranthropus (Crâne noir)                                                        |
|  |                                                                                    |
|  | Homo (les Humains)                                                                 |
|  |                                                                                    |

|  | † Paranthropus (Crâne noir) |
|  |                             |
|  | Homo (les Humains)          |
|  |                             |

|  | † Australopithecus (Little Foot, Lucy, etc.)                                       |
|  |                                                                                    |
|  | \| \| † Paranthropus (Crâne noir) \| \| \| \| \| \| Homo (les Humains) \| \| \| \| |
|  |                                                                                    |
|  | † Paranthropus (Crâne noir)                                                        |
|  |                                                                                    |
|  | Homo (les Humains)                                                                 |
|  |                                                                                    |

|  | † Paranthropus (Crâne noir) |
|  |                             |
|  | Homo (les Humains)          |
|  |                             |

|  | † Australopithecus (Little Foot, Lucy, etc.)                                       |
|  |                                                                                    |
|  | \| \| † Paranthropus (Crâne noir) \| \| \| \| \| \| Homo (les Humains) \| \| \| \| |
|  |                                                                                    |
|  | † Paranthropus (Crâne noir)                                                        |
|  |                                                                                    |
|  | Homo (les Humains)                                                                 |
|  |                                                                                    |

|  | † Paranthropus (Crâne noir) |
|  |                             |
|  | Homo (les Humains)          |
|  |                             |

|  | † Australopithecus (Little Foot, Lucy, etc.)                                       |
|  |                                                                                    |
|  | \| \| † Paranthropus (Crâne noir) \| \| \| \| \| \| Homo (les Humains) \| \| \| \| |
|  |                                                                                    |
|  | † Paranthropus (Crâne noir)                                                        |
|  |                                                                                    |
|  | Homo (les Humains)                                                                 |
|  |                                                                                    |

|  | † Paranthropus (Crâne noir) |
|  |                             |
|  | Homo (les Humains)          |
|  |                             |

|  | † Australopithecus (Little Foot, Lucy, etc.)                                       |
|  |                                                                                    |
|  | \| \| † Paranthropus (Crâne noir) \| \| \| \| \| \| Homo (les Humains) \| \| \| \| |
|  |                                                                                    |
|  | † Paranthropus (Crâne noir)                                                        |
|  |                                                                                    |
|  | Homo (les Humains)                                                                 |
|  |                                                                                    |

|  | † Paranthropus (Crâne noir) |
|  |                             |
|  | Homo (les Humains)          |
|  |                             |

|  | † Australopithecus (Little Foot, Lucy, etc.)                                       |
|  |                                                                                    |
|  | \| \| † Paranthropus (Crâne noir) \| \| \| \| \| \| Homo (les Humains) \| \| \| \| |
|  |                                                                                    |
|  | † Paranthropus (Crâne noir)                                                        |
|  |                                                                                    |
|  | Homo (les Humains)                                                                 |
|  |                                                                                    |

|  | † Paranthropus (Crâne noir) |
|  |                             |
|  | Homo (les Humains)          |
|  |                             |

|  | † Australopithecus (Little Foot, Lucy, etc.)                                       |
|  |                                                                                    |
|  | \| \| † Paranthropus (Crâne noir) \| \| \| \| \| \| Homo (les Humains) \| \| \| \| |
|  |                                                                                    |
|  | † Paranthropus (Crâne noir)                                                        |
|  |                                                                                    |
|  | Homo (les Humains)                                                                 |
|  |                                                                                    |

|  | † Paranthropus (Crâne noir) |
|  |                             |
|  | Homo (les Humains)          |
|  |                             |

|  | † Australopithecus (Little Foot, Lucy, etc.)                                       |
|  |                                                                                    |
|  | \| \| † Paranthropus (Crâne noir) \| \| \| \| \| \| Homo (les Humains) \| \| \| \| |
|  |                                                                                    |
|  | † Paranthropus (Crâne noir)                                                        |
|  |                                                                                    |
|  | Homo (les Humains)                                                                 |
|  |                                                                                    |

|  | † Paranthropus (Crâne noir) |
|  |                             |
|  | Homo (les Humains)          |
|  |                             |

|  | † Australopithecus (Little Foot, Lucy, etc.)                                       |
|  |                                                                                    |
|  | \| \| † Paranthropus (Crâne noir) \| \| \| \| \| \| Homo (les Humains) \| \| \| \| |
|  |                                                                                    |
|  | † Paranthropus (Crâne noir)                                                        |
|  |                                                                                    |
|  | Homo (les Humains)                                                                 |
|  |                                                                                    |

|  | † Paranthropus (Crâne noir) |
|  |                             |
|  | Homo (les Humains)          |
|  |                             |

|  | † Australopithecus (Little Foot, Lucy, etc.)                                       |
|  |                                                                                    |
|  | \| \| † Paranthropus (Crâne noir) \| \| \| \| \| \| Homo (les Humains) \| \| \| \| |
|  |                                                                                    |
|  | † Paranthropus (Crâne noir)                                                        |
|  |                                                                                    |
|  | Homo (les Humains)                                                                 |
|  |                                                                                    |

|  | † Paranthropus (Crâne noir) |
|  |                             |
|  | Homo (les Humains)          |
|  |                             |

|  | † Australopithecus (Little Foot, Lucy, etc.)                                       |
|  |                                                                                    |
|  | \| \| † Paranthropus (Crâne noir) \| \| \| \| \| \| Homo (les Humains) \| \| \| \| |
|  |                                                                                    |
|  | † Paranthropus (Crâne noir)                                                        |
|  |                                                                                    |
|  | Homo (les Humains)                                                                 |
|  |                                                                                    |

|  | † Paranthropus (Crâne noir) |
|  |                             |
|  | Homo (les Humains)          |
|  |                             |

|  | † Australopithecus (Little Foot, Lucy, etc.)                                       |
|  |                                                                                    |
|  | \| \| † Paranthropus (Crâne noir) \| \| \| \| \| \| Homo (les Humains) \| \| \| \| |
|  |                                                                                    |
|  | † Paranthropus (Crâne noir)                                                        |
|  |                                                                                    |
|  | Homo (les Humains)                                                                 |
|  |                                                                                    |

|  | † Paranthropus (Crâne noir) |
|  |                             |
|  | Homo (les Humains)          |
|  |                             |

|  | † Australopithecus (Little Foot, Lucy, etc.)                                       |
|  |                                                                                    |
|  | \| \| † Paranthropus (Crâne noir) \| \| \| \| \| \| Homo (les Humains) \| \| \| \| |
|  |                                                                                    |
|  | † Paranthropus (Crâne noir)                                                        |
|  |                                                                                    |
|  | Homo (les Humains)                                                                 |
|  |                                                                                    |

|  | † Paranthropus (Crâne noir) |
|  |                             |
|  | Homo (les Humains)          |
|  |                             |

|  | † Australopithecus (Little Foot, Lucy, etc.)                                       |
|  |                                                                                    |
|  | \| \| † Paranthropus (Crâne noir) \| \| \| \| \| \| Homo (les Humains) \| \| \| \| |
|  |                                                                                    |
|  | † Paranthropus (Crâne noir)                                                        |
|  |                                                                                    |
|  | Homo (les Humains)                                                                 |
|  |                                                                                    |

|  | † Paranthropus (Crâne noir) |
|  |                             |
|  | Homo (les Humains)          |
|  |                             |

|  | † Australopithecus (Little Foot, Lucy, etc.)                                       |
|  |                                                                                    |
|  | \| \| † Paranthropus (Crâne noir) \| \| \| \| \| \| Homo (les Humains) \| \| \| \| |
|  |                                                                                    |
|  | † Paranthropus (Crâne noir)                                                        |
|  |                                                                                    |
|  | Homo (les Humains)                                                                 |
|  |                                                                                    |

|  | † Paranthropus (Crâne noir) |
|  |                             |
|  | Homo (les Humains)          |
|  |                             |

|  | † Australopithecus (Little Foot, Lucy, etc.)                                       |
|  |                                                                                    |
|  | \| \| † Paranthropus (Crâne noir) \| \| \| \| \| \| Homo (les Humains) \| \| \| \| |
|  |                                                                                    |
|  | † Paranthropus (Crâne noir)                                                        |
|  |                                                                                    |
|  | Homo (les Humains)                                                                 |
|  |                                                                                    |

|  | † Paranthropus (Crâne noir) |
|  |                             |
|  | Homo (les Humains)          |
|  |                             |

|  | † Australopithecus (Little Foot, Lucy, etc.)                                       |
|  |                                                                                    |
|  | \| \| † Paranthropus (Crâne noir) \| \| \| \| \| \| Homo (les Humains) \| \| \| \| |
|  |                                                                                    |
|  | † Paranthropus (Crâne noir)                                                        |
|  |                                                                                    |
|  | Homo (les Humains)                                                                 |
|  |                                                                                    |

|  | † Paranthropus (Crâne noir) |
|  |                             |
|  | Homo (les Humains)          |
|  |                             |

|  | † Australopithecus (Little Foot, Lucy, etc.)                                       |
|  |                                                                                    |
|  | \| \| † Paranthropus (Crâne noir) \| \| \| \| \| \| Homo (les Humains) \| \| \| \| |
|  |                                                                                    |
|  | † Paranthropus (Crâne noir)                                                        |
|  |                                                                                    |
|  | Homo (les Humains)                                                                 |
|  |                                                                                    |

|  | † Paranthropus (Crâne noir) |
|  |                             |
|  | Homo (les Humains)          |
|  |                             |

|  | † Australopithecus (Little Foot, Lucy, etc.)                                       |
|  |                                                                                    |
|  | \| \| † Paranthropus (Crâne noir) \| \| \| \| \| \| Homo (les Humains) \| \| \| \| |
|  |                                                                                    |
|  | † Paranthropus (Crâne noir)                                                        |
|  |                                                                                    |
|  | Homo (les Humains)                                                                 |
|  |                                                                                    |

|  | † Paranthropus (Crâne noir) |
|  |                             |
|  | Homo (les Humains)          |
|  |                             |

|  | † Australopithecus (Little Foot, Lucy, etc.)                                       |
|  |                                                                                    |
|  | \| \| † Paranthropus (Crâne noir) \| \| \| \| \| \| Homo (les Humains) \| \| \| \| |
|  |                                                                                    |
|  | † Paranthropus (Crâne noir)                                                        |
|  |                                                                                    |
|  | Homo (les Humains)                                                                 |
|  |                                                                                    |

|  | † Paranthropus (Crâne noir) |
|  |                             |
|  | Homo (les Humains)          |
|  |                             |

|  | † Australopithecus (Little Foot, Lucy, etc.)                                       |
|  |                                                                                    |
|  | \| \| † Paranthropus (Crâne noir) \| \| \| \| \| \| Homo (les Humains) \| \| \| \| |
|  |                                                                                    |
|  | † Paranthropus (Crâne noir)                                                        |
|  |                                                                                    |
|  | Homo (les Humains)                                                                 |
|  |                                                                                    |

|  | † Paranthropus (Crâne noir) |
|  |                             |
|  | Homo (les Humains)          |
|  |                             |

|  | † Australopithecus (Little Foot, Lucy, etc.)                                       |
|  |                                                                                    |
|  | \| \| † Paranthropus (Crâne noir) \| \| \| \| \| \| Homo (les Humains) \| \| \| \| |
|  |                                                                                    |
|  | † Paranthropus (Crâne noir)                                                        |
|  |                                                                                    |
|  | Homo (les Humains)                                                                 |
|  |                                                                                    |

|  | † Paranthropus (Crâne noir) |
|  |                             |
|  | Homo (les Humains)          |
|  |                             |

|  | † Australopithecus (Little Foot, Lucy, etc.)                                       |
|  |                                                                                    |
|  | \| \| † Paranthropus (Crâne noir) \| \| \| \| \| \| Homo (les Humains) \| \| \| \| |
|  |                                                                                    |
|  | † Paranthropus (Crâne noir)                                                        |
|  |                                                                                    |
|  | Homo (les Humains)                                                                 |
|  |                                                                                    |

|  | † Paranthropus (Crâne noir) |
|  |                             |
|  | Homo (les Humains)          |
|  |                             |

|  | † Australopithecus (Little Foot, Lucy, etc.)                                       |
|  |                                                                                    |
|  | \| \| † Paranthropus (Crâne noir) \| \| \| \| \| \| Homo (les Humains) \| \| \| \| |
|  |                                                                                    |
|  | † Paranthropus (Crâne noir)                                                        |
|  |                                                                                    |
|  | Homo (les Humains)                                                                 |
|  |                                                                                    |

|  | † Paranthropus (Crâne noir) |
|  |                             |
|  | Homo (les Humains)          |
|  |                             |

|  | † Australopithecus (Little Foot, Lucy, etc.)                                       |
|  |                                                                                    |
|  | \| \| † Paranthropus (Crâne noir) \| \| \| \| \| \| Homo (les Humains) \| \| \| \| |
|  |                                                                                    |
|  | † Paranthropus (Crâne noir)                                                        |
|  |                                                                                    |
|  | Homo (les Humains)                                                                 |
|  |                                                                                    |

|  | † Paranthropus (Crâne noir) |
|  |                             |
|  | Homo (les Humains)          |
|  |                             |

|  | † Australopithecus (Little Foot, Lucy, etc.)                                       |
|  |                                                                                    |
|  | \| \| † Paranthropus (Crâne noir) \| \| \| \| \| \| Homo (les Humains) \| \| \| \| |
|  |                                                                                    |
|  | † Paranthropus (Crâne noir)                                                        |
|  |                                                                                    |
|  | Homo (les Humains)                                                                 |
|  |                                                                                    |

|  | † Paranthropus (Crâne noir) |
|  |                             |
|  | Homo (les Humains)          |
|  |                             |

|  | † Australopithecus (Little Foot, Lucy, etc.)                                       |
|  |                                                                                    |
|  | \| \| † Paranthropus (Crâne noir) \| \| \| \| \| \| Homo (les Humains) \| \| \| \| |
|  |                                                                                    |
|  | † Paranthropus (Crâne noir)                                                        |
|  |                                                                                    |
|  | Homo (les Humains)                                                                 |
|  |                                                                                    |

|  | † Paranthropus (Crâne noir) |
|  |                             |
|  | Homo (les Humains)          |
|  |                             |

|  | † Australopithecus (Little Foot, Lucy, etc.)                                       |
|  |                                                                                    |
|  | \| \| † Paranthropus (Crâne noir) \| \| \| \| \| \| Homo (les Humains) \| \| \| \| |
|  |                                                                                    |
|  | † Paranthropus (Crâne noir)                                                        |
|  |                                                                                    |
|  | Homo (les Humains)                                                                 |
|  |                                                                                    |

|  | † Paranthropus (Crâne noir) |
|  |                             |
|  | Homo (les Humains)          |
|  |                             |

|  | † Australopithecus (Little Foot, Lucy, etc.)                                       |
|  |                                                                                    |
|  | \| \| † Paranthropus (Crâne noir) \| \| \| \| \| \| Homo (les Humains) \| \| \| \| |
|  |                                                                                    |
|  | † Paranthropus (Crâne noir)                                                        |
|  |                                                                                    |
|  | Homo (les Humains)                                                                 |
|  |                                                                                    |

|  | † Paranthropus (Crâne noir) |
|  |                             |
|  | Homo (les Humains)          |
|  |                             |

|  | † Australopithecus (Little Foot, Lucy, etc.)                                       |
|  |                                                                                    |
|  | \| \| † Paranthropus (Crâne noir) \| \| \| \| \| \| Homo (les Humains) \| \| \| \| |
|  |                                                                                    |
|  | † Paranthropus (Crâne noir)                                                        |
|  |                                                                                    |
|  | Homo (les Humains)                                                                 |
|  |                                                                                    |

|  | † Paranthropus (Crâne noir) |
|  |                             |
|  | Homo (les Humains)          |
|  |                             |

|  | † Australopithecus (Little Foot, Lucy, etc.)                                       |
|  |                                                                                    |
|  | \| \| † Paranthropus (Crâne noir) \| \| \| \| \| \| Homo (les Humains) \| \| \| \| |
|  |                                                                                    |
|  | † Paranthropus (Crâne noir)                                                        |
|  |                                                                                    |
|  | Homo (les Humains)                                                                 |
|  |                                                                                    |

|  | † Paranthropus (Crâne noir) |
|  |                             |
|  | Homo (les Humains)          |
|  |                             |

Le genre Australopithecus fait partie de la famille des Hominidés et de la sous-tribu des Hominines, tout comme les genres Ardipithecus, Paranthropus, Homo, et quelques autres. Les relations de descendance entre ces différents genres ne sont pas encore élucidées à ce jour.

## Conservation
Le fossile original de Lucy est conservé au musée national d'Éthiopie à Addis-Abeba, où on peut en voir une réplique. D'autres répliques sont exposées dans d'autres musées, comme celle sous vitrine qui se trouve au premier étage de la galerie de Paléontologie et d'Anatomie comparée, au Jardin des plantes à Paris, ou celle du Naturkundemuseum de Karlsruhe.
À l'occasion du quarantième anniversaire de sa découverte, le 3 décembre 2014, une nouvelle présentation a été mise en place au musée national d’Éthiopie à Addis-Abeba : Lucy et deux autres squelettes d'Hominina, Ardi et Selam, sont désormais présentés dans une nouvelle galerie, organisée avec la participation de chercheurs français.

## Postérité
Un monument commémoratif a été construit sur le lieu de la découverte (11° 08′ 10″ N, 40° 36′ 00″ E), en forme de table d'orientation portant un texte en trois langues, amharique, afar et anglais.
- L'astéroïde (32605) Lucy porte son nom.
- L'astéroïde (152830) Dinkinesh est, lui, nommé d'après la version amharique du nom. Il a été survolé en 2023 par la sonde Lucy, aussi nommée d'après l'australopithèque.
- Pierre Pelot, Yves Coppens (texte) et Tanino Liberatore (illustration), Le rêve de Lucy, Paris, Seuil, 1997, 181 p.
- Patrick Norbert (scénario) et [Tanino] Liberatore (dessin), Lucy, Grenoble, Glénat, 2019.
- Klaus Ebner, Hominidé, Vienne, FZA Verlag, 2008 (dont Lucy est un des personnages).
- Lucy, film de Luc Besson sorti en 2014, fait référence à l'australopithèque.